# Operation 7
Operation 7 (Op7) is een gratis first-person shooter computerspel. Het spel is ontwikkeld door Park ESM en wordt sinds 1 november 2011 gelicentieerd door MGame USA. Voordien viel het spel onder de licentie van het Duitse FIAA GmbH. De Europese versie van Operation 7 is op 15 juli 2009 gelanceerd. Operation 7 komt oorspronkelijk uit Zuid-Korea waar free-to-play (gratis te downloaden spellen) een zeer grote markt is. Er wordt door MGame samengewerkt met een extern 'bedrijf' dat de zogenaamde 'toernooien' verzorgt, zijnde Masters eSport Division. 

## Recensies
| Website        | Cijfer |
| -------------- | ------ |
| InsideGamer.nl | 8      |
| Gamer.nl       | 7      |
| Evilgamerz.nl  | 8.9    |